# Cửu Long (tỉnh)
Cửu Long là một tỉnh cũ thuộc vùng Đồng bằng sông Cửu Long, Việt Nam.

## Địa lý
Tỉnh Cửu Long có vị trí địa lý:
- Phía đông giáp tỉnh Bến Tre và tỉnh Tiền Giang với ranh giới là sông Cổ Chiên
- Phía tây giáp tỉnh Hậu Giang với ranh giới là sông Hậu
- Phía nam giáp Biển Đông
- Phía bắc giáp tỉnh Đồng Tháp.

| Diện tích và dân số tỉnh Cửu Long qua các năm | Diện tích và dân số tỉnh Cửu Long qua các năm | Diện tích và dân số tỉnh Cửu Long qua các năm |
| Năm                                           | Diện tích (km²)                               | Dân số (người)                                |
| --------------------------------------------- | --------------------------------------------- | --------------------------------------------- |
| 1980                                          | 3.846                                         | 1.441.7000                                    |
| 1984                                          | 3.854                                         | 1.685.600                                     |
| 1990                                          | 3.850,37                                      | 1.918.919                                     |

## Hành chính
Tỉnh Cửu Long có 14 đơn vị hành chính cấp huyện, bao gồm 2 thị xã: Vĩnh Long (tỉnh lỵ), Trà Vinh và 12 huyện: Bình Minh, Càng Long, Cầu Kè, Cầu Ngang, Châu Thành, Duyên Hải, Long Hồ, Tam Bình, Tiểu Cần, Trà Cú, Trà Ôn, Vũng Liêm.

## Lịch sử
Ngày 20 tháng 9 năm 1975, Bộ Chính trị ban hành Nghị quyết số 245-NQ/TW về việc hợp nhất tỉnh Vĩnh Long, tỉnh Trà Vinh, tỉnh Cần Thơ (ngoại trừ huyện Thốt Nốt), tỉnh Sóc Trăng và thành phố Cần Thơ thành một tỉnh, tên gọi tỉnh mới cùng với nơi đặt tỉnh lỵ sẽ do địa phương đề nghị lên.
Ngày 20 tháng 12 năm 1975, Bộ Chính trị ban hành Nghị quyết số 19/NQ về việc hợp nhất tỉnh Vĩnh Long và tỉnh Trà Vinh thành một tỉnh, tên gọi tỉnh mới cùng với nơi đặt tỉnh lỵ sẽ do địa phương đề nghị lên.
Ngày 24 tháng 2 năm 1976, Chính phủ Cách mạng lâm thời Cộng hòa miền Nam Việt Nam ban hành Nghị định số 3/NQ/1976 về việc hợp nhất tỉnh Vĩnh Long và tỉnh Trà Vinh thành một tỉnh, lấy tên là tỉnh Vĩnh Trà.
Tỉnh Vĩnh Trà có 2 thị xã: Vĩnh Long (tỉnh lỵ), Trà Vinh và 12 huyện: Bình Minh, Cái Nhum, Càng Long, Cầu Kè, Cầu Ngang, Châu Thành Đông, Châu Thành Tây, Tam Bình, Tiểu Cần, Trà Cú, Trà Ôn, Vũng Liêm.
Ngày 27 tháng 7 năm 1976, Quốc hội ban hành Nghị quyết về việc đổi tên tỉnh Vĩnh Trà thành tỉnh Cửu Long.
Tỉnh Cửu Long có 2 thị xã: Vĩnh Long (tỉnh lỵ), Trà Vinh và 12 huyện: Bình Minh, Cái Nhum, Càng Long, Cầu Kè, Cầu Ngang, Châu Thành Đông, Châu Thành Tây, Tam Bình, Tiểu Cần, Trà Cú, Trà Ôn, Vũng Liêm.
Ngày 11 tháng 3 năm 1977, Hội đồng Chính phủ ban hành Quyết định số 59-CP về việc:
- Thành lập huyện Long Hồ trên cơ sở huyện Châu Thành Tây (trừ 2 xã: Tân Ngãi, Tân Hòa), huyện Cái Nhum và 2 xã Hòa Hiệp và Hậu Lộc của huyện Tam Bình.
- Sáp nhập huyện Bình Minh vào huyện Tam Bình.
- Sáp nhập huyện Trà Ôn (trừ 3 xã: Hòa Bình, Xuân Hiệp, Thới Hòa), và 2 xã: Long Thới, Tiểu Cần của huyện Tiểu Cần vào huyện Cầu Kè.
- Sáp nhập xã Hiếu Tử của huyện Tiểu Cần và 5 xã: Nguyệt Hóa, Lương Hóa, Đa Lộc, Thanh Mỹ, Sông Lộc của huyện Châu Thành Đông vào huyện Càn Long.
- Sáp nhập 3 xã: Hòa Bình, Xuân Hiệp, Thới Hòa của huyện Trà Ôn vào huyện Vũng Liêm.
- Sáp nhập 4 xã: Hòa Thuận, Lương Hòa, Hưng Mỹ và Phước Hào của huyện Châu Thành Đông vào huyện Cầu Ngang.
- Sáp nhập 3 xã: Tập Ngãi, Hùng Hòa, Tân Hòa của huyện Tiểu Cần vào huyện Trà Cú.
- Sáp nhập xã Long Đức của huyện Châu Thành Đông vào thị xã Trà Vinh.
- Sáp nhập 2 xã: Tân Ngãi, Tân Hòa của huyện Châu Thành Tây vào thị xã Vĩnh Long.

Tỉnh Cửu Long có 2 thị xã: Vĩnh Long (tỉnh lỵ), Trà Vinh và 7 huyện: Cầu Kè, Cầu Ngang, Càng Long, Long Hồ, Tam Bình, Trà Cú, Vũng Liêm.
Ngày 15 tháng 9 năm 1981, Hội đồng Bộ trưởng ban hành Quyết định số 69-HĐBT về việc:
1. Huyện Cầu Ngang
- Chia xã Trường Long Hòa thành xã Trường Long Hoà và xã Dân Thành.
- Chia xã Ngũ Lạc thành xã Ngũ Lạc và xã Thạnh Hoà Sơn.
- Chia xã Long Toàn thành xã Long Toàn và xã Long Khánh.
- Chia xã Mỹ Long thành xã Mỹ Long và xã Hiệp Thạnh.
- Tách ấp Cả Đôi của xã Long Vĩnh để sáp nhập vào xã Long Khánh.

2. Huyện Trà Cú
- Chia xã Đôn Châu thành xã Đôn Châu và xã Đôn Xuân.
- Chia xã Long Hiệp thành 3 xã: Long Hiệp, Tân Hiệp, Ngọc Biên.
- Chia xã Ngãi Xuyên thành xã Ngãi Xuyên và xã Thạnh Sơn.
- Chia xã Tập Ngãi thành xã Tập Ngãi và xã Ngãi Hùng.

3. Huyện Long Hồ
- Chia xã Tâm Long thành xã Thanh Đức và xã Long Mỹ.

Ngày 29 tháng 9 năm 1981, Hội đồng Bộ trưởng ban hành Quyết định số 98-HĐBT về việc:
- Thành lập huyện Châu Thành trên cơ sở 4 xã: Long Hòa, Hưng Mỹ, Phước Hảo, Hòa Thuận của huyện Cầu Ngang và 5 xã: Song Lộc, Đa Lộc, Lương Hòa, Nguyệt Hóa, Thanh Mỹ của huyện Càng Long.
- Thành lập huyện Tiểu Cần trên cơ sở 4 xã: Tân Hòa, Hùng Hòa, Tập Ngãi, Ngãi Hùng của huyện Trà Cú; 2 xã: Tiểu Cần, Long Thới của huyện Cầu Kè và xã Hiếu Tử của huyện Càng Long.
- Thành lập huyện Trà Ôn trên cơ sở thị trấn Trà Ôn, 8 xã: Vĩnh Xuân, Thuận Thới, Hựu Thành, Tích Thiện, Tân Mỹ, Thiện Mỹ, Trà Côn, Lục Sỹ, của huyện Cầu Kè và 3 xã: Thới Hòa, Xuân Hiệp, Hòa Bình của huyện Vũng Liêm.
- Thành lập huyện Bình Minh trên cơ sở 6 xã: Thành Lợi, Mỹ Hòa, Mỹ Thuận, Tân Quới, Tân Lược, Đông Thành và thị trấn Cái Vồn của huyện Tam Bình.
- Thành lập huyện Duyên Hải trên cơ sở 8 xã: Long Vĩnh, Trường Long Hòa, Dân Thành, Long Khánh, Long Toàn, Long Hữu, Ngũ Lạc, Hiệp Thạnh của huyện Cầu Ngang.
- Thành lập huyện Mang Thít trên cơ sở xã An Phước, Chánh Hội, Tân Long Hội, Nhơn Phú, Mỹ An, Hòa Tịnh, Bình Phước, Long Mỹ của huyện Long Hồ (Cái Nhum).

Huyện Cầu Ngang có 8 xã: Thạnh Hòa Sơn, Long Sơn, Nhị Trường, Hiệp Hòa, Vĩnh Kim, Mỹ Hòa, Hiệp Mỹ, Mỹ Long.
Huyện Long Hồ có 9 xã: An Bình, Bình Hòa Phước, Long Phước, Lộc Hòa, Tân Hành, Đồng Phú, An Đức, Phú Quới, Thanh Đức.
Ngày 17 tháng 4 năm 1986, Hội đồng Bộ trưởng ban hành Quyết định số 44-HĐBT về việc:
- Tách các xã An Bình, Bình Hoà Phước, Đồng Phú, Thanh Đức, Tân Hạnh (trừ ấp An Hiệp và 1/2 ấp Phước Bình), và xã Long Phước (gồm ấp Phước Hanh, Phước Ngươn A, 1/2 ấp Phước Lợi A và 4/5 ấp Phước Lợi B) thuộc huyện Long Hồ để sáp nhập vào thị xã Vĩnh Long.
- Thành lập xã Phước Hậu thuộc thị xã Vĩnh Long trên cơ sở các ấp Phước Hanh, Phước Ngươn A, 1/2 Phước Lợi A và 4/5 Phước lợi B của xã Long Phước thuộc huyện Long Hồ mới sáp nhập vào thị xã Vĩnh Long.
- Sáp nhập phần còn lại của xã Tân Hạnh là ấp An Hiệp và 1/2 ấp Phước Bình vào xã Phú Quới cùng huyện Long Hồ.
- Sáp nhập huyện Mang Thít vào huyện Long Hồ.

Tỉnh Cửu Long có 2 thị xã: Vĩnh Long (tỉnh lỵ), Trà Vinh và 12 huyện: Bình Minh, Càng Long, Cầu Kè, Cầu Ngang, Châu Thành, Duyên Hải, Long Hồ, Tam Bình, Tiểu Cần, Trà Cú, Trà Ôn, Vũng Liêm.
Ngày 26 tháng 12 năm 1991, Quốc hội ban hành Nghị quyết về việc chia tỉnh Cửu Long thành tỉnh Trà Vinh và tỉnh Vĩnh Long:
- Tỉnh Vĩnh Long có 6 đơn vị hành chính, bao gồm: thị xã Vĩnh Long (tỉnh lỵ) và 5 huyện: Bình Minh, Long Hồ, Tam Bình, Trà Ôn, Vũng Liêm.
  - Tỉnh Vĩnh Long có diện tích tự nhiên 1.487,34 km² và dân số là 957.281 người.
- Tỉnh Trà Vinh có 8 đơn vị hành chính, bao gồm: thị xã Trà Vinh (tỉnh lỵ) và 7 huyện: Càng Long, Cầu Kè, Cầu Ngang, Châu Thành, Duyên Hải, Tiểu Cần, Trà Cú.
  - Tỉnh Trà Vinh có 2.363,03 km² diện tích tự nhiên và dân số là 961.638 người.